# HD 95870
HD 95870，又名BD-12 3333，SAO 156427、HR 4308，是一颗恒星，视星等为6.34，位于銀經266.72，銀緯41.73，其B1900.0坐标为赤經10h 58m 37.1s，赤緯-12° 41.73′ 46″。